# Geschichte Ruandas
Die Geschichte Ruandas umfasst die Entwicklungen auf dem Gebiet der Republik Ruanda von der Urgeschichte bis zur Gegenwart. Ruanda gehört zu den wenigen Staaten Subsahara-Afrikas, die es mit ungefähr gleichen Grenzen bereits vor der Kolonialzeit gab.

## Frühe Geschichte

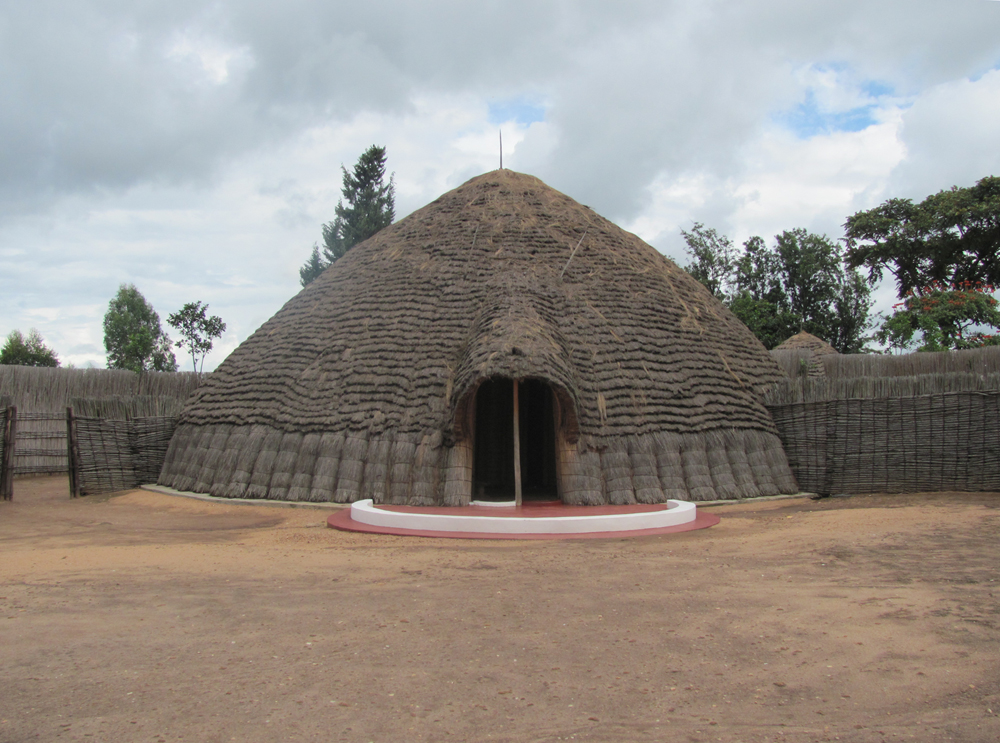
Nachbau eines historischen Königspalastes in Nyanza

Die Twa („Pygmäen“), die heute noch einige Zehntausend Menschen umfassen, waren vermutlich die frühesten Einwohner Ruandas. Über ihre Geschichte ist aber fast nichts bekannt. Ab dem 15. Jahrhundert etwa existierte auf dem Gebiet des späteren Ruanda das Königreich Ruanda.

## Gegensatz Hutu – Tutsi
In der früheren Wahrnehmung der Europäer stellte das Volk der Hutu die Masse der Einwohner, die Tutsi (im Deutschen früher Watussi-Krieger genannt) seien zwischen dem 14. Jahrhundert oder 15. Jahrhundert eingewandert und hätten als kriegerisches Volk die Hutu unterworfen. Die Tutsi seien ein Volk mit wohl nilotischem Ursprung. Sie hätten als Minderheit die staatliche und militärische Macht gestellt, während die Hutu als Bauern gearbeitet hätten. Bereits in vorkolonialer Zeit sei es immer wieder zu Aufständen der Hutu gegen die ihnen verhasste Tutsi-Minderheit gekommen, von der sie sich unterdrückt und ausgebeutet fühlten. Diese Theorie wurde begünstigt durch die rassistischen Vorstellungen der Kolonialwissenschaftler des frühen 20. Jahrhunderts.
Tatsächlich hat es wohl eher ein Nebeneinander der beiden Gesellschaften der bäuerlichen Hutu und der viehzuchttreibenden Tutsi gegeben. Bei gelegentlichen Landkonflikten waren die Tutsi den Hutu zwar militärisch überlegen, ansonsten aber gab es kaum Berührungspunkte zwischen ihnen.
Die heutige Wissenschaft beachtet hingegen die vielen genetischen und kulturellen Gemeinsamkeiten zwischen Hutu und Tutsi. Viele Wissenschaftler glauben heute, dass die Unterschiede stark übertrieben wurden und größtenteils kulturell konstruiert sind. Sie weisen darauf hin, dass beide Gruppen das gleiche Gebiet bewohnen, die gleiche Sprache sprechen, untereinander heiraten und kulturelle Charakteristiken teilen. Unterschiede zwischen beiden Gruppen sind eher durch Beruf und gesellschaftlichen Stand und nicht ethnisch definiert. Dennoch kann man davon ausgehen, dass auch vor der Kolonialzeit gesellschaftliche Gegensätze zwischen beiden Bevölkerungsgruppen bestanden, die zu Konflikten führten. Diese wurden durch die koloniale Gesetzgebung verstärkt, nicht jedoch verursacht.
Im Allgemeinen waren die Tutsi die Elite des Landes, und es gab zahlreiche Fälle von Personen bzw. Familien, die ihre Gruppe wechselten, was zeigt, dass es sich bei Hutu und Tutsi eher um zwei verschiedene Stände oder Klassen handelt (keine Kasten, denn Hochzeiten waren häufig), nicht dagegen Stämme oder ethnische Gruppen, wie es üblicherweise durch die Kolonialliteratur, diverse Nachschlagewerke sowie Medien dargestellt wird.
Das vom Tutsi Nyiginya-Clan regierte Königreich Ruanda wurde ab Mitte des 18. Jahrhunderts zum dominierenden Königreich, expandierte durch einen Prozess der Eroberung und Assimilation und erreichte seinen Höhepunkt während der Herrschaft von König Kigeli Rwabugiri in den Jahren 1853–1895. Rwabugiri erweiterte das Königreich nach Westen und Norden und leitete Verwaltungsreformen ein, die zu einer Kluft zwischen der Hutu- und der Tutsi-Bevölkerung führten. Dazu gehörten uburetwa, ein System der Zwangsarbeit, das Hutus verrichten mussten, um wieder Zugang zu Land zu erlangen, das ihnen beschlagnahmt worden war, und ubuhake, bei dem Tutsi-Chefs Rinder an Hutu- oder Tutsi-Kunden im Austausch für wirtschaftliche und persönliche Dienstleistungen übergaben.

## Kolonialzeit

### Deutsche Kolonialverwaltung
Ruanda war von 1890 an durch den Helgoland-Sansibar-Vertrag bis Ende des Ersten Weltkrieges völkerrechtlich Bestandteil von Deutsch-Ostafrika. Das Gebiet wurde aber erst spät in die Deutsche Kolonie eingegliedert und kontrolliert. Im Jahre 1894 hielt sich der deutsche Oberleutnant Graf Gustav Adolf von Götzen für zwei Monate als erster Europäer am ruandischen Königshof auf. Die Afrikamissionare Weiße Väter gründeten 1900 ihre erste Missionsstation. Im Jahr 1907 wurde der erste deutsche Stützpunkt in Kigali eröffnet. Richard Kandt wurde kaiserlicher Resident in Ruanda. Zu keiner Zeit wurden mehr als ein gutes Dutzend deutscher Kolonialbeamter in diesem Gebiet eingesetzt. Auf einer Kolonialkonferenz in Brüssel wurden 1910 die Grenzen von Belgisch-Kongo, Britisch-Uganda und Deutsch-Ostafrika – das auch Ruanda-Burundi umfasste – festgelegt. Ein Volksaufstand im Norden wurde 1911 von der deutschen Schutztruppe und Stammesfürsten der Tutsi niedergeschlagen. Der Anbau von Kaffee für den Export begann zwischen 1913 und 1914, ebenso die Einführung der Kopfsteuer.

### Belgisches Mandat

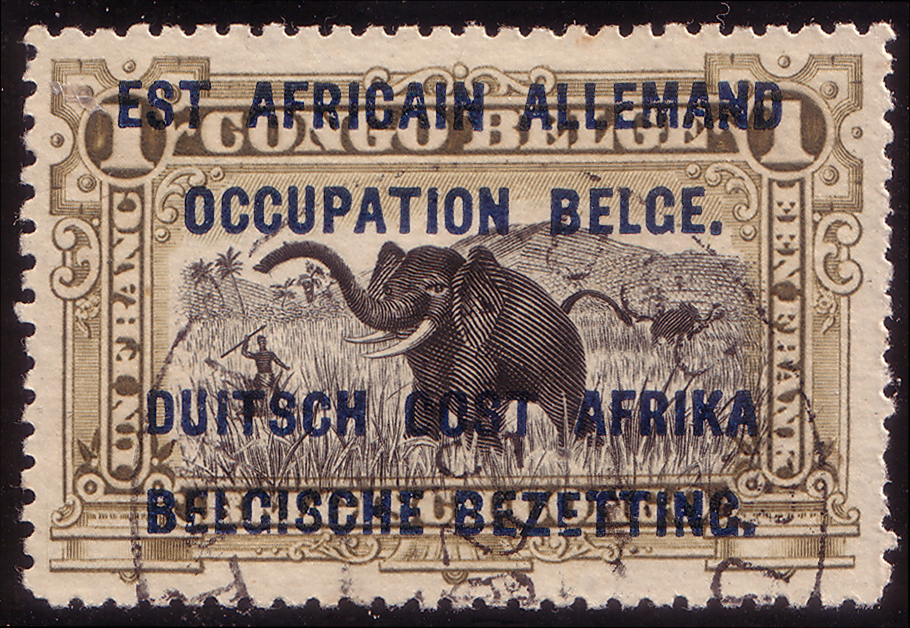
Briefmarke mit Aufdruck „Belgische Besatzung Deutsch-Ostafrikas“ für das Gebiet Ruanda-Urundi (1916)

Belgische Truppen vertrieben die Deutschen im Laufe des Ersten Weltkrieges ohne nennenswerten Widerstand und besetzten Ruanda und Burundi. Nach Ende des Ersten Weltkrieges wurde das Gebiet des heutigen Ruanda als Völkerbundsmandat an Belgien übertragen. 
Französisch war aus diesem Grund seit 1929 die ruandische Amtssprache. Mittlerweile sind Kinyarwanda, Englisch und Französisch die offiziell verwendete Sprachen, denn im Oktober 2008 beschloss die Regierung den Wechsel von Französisch nach Englisch für die Schulen und Behörden des Landes. Dies ist auch als politisches Signal zu verstehen, denn im Jahr 2009 wurde Ruanda Mitglied des (englischsprachigen) Commonwealth.
Im Jahr 1933 folgte die Einführung der rassischen Klassifizierung in den Ausweisen durch die belgische Kolonialverwaltung. Nach der Auflösung des Völkerbundes wurde Ruanda 1946 Treuhandgebiet der UNO und weiterhin von Belgien verwaltet. Im November 1959 kam es zu einer Bauern-Revolte der Hutu gegen die Tutsi-Herrschaft. Die gesellschaftlichen Spannungen traten offen zutage. 10.000 Menschen wurden dabei getötet, einige vertrieben und ca. 150.000 Tutsi flohen in die Nachbarländer Burundi und Uganda, bis die belgischen Kolonialherren wieder die Ordnung herstellen konnten. Eine Hutu-Partei, die Parmehutu (Parti du Mouvement de l’Emancipation des Bahutus), gewann 1960 die ersten Kommunalwahlen mit einem Erdrutschsieg. Die im Lande verbliebenen Tutsi wurden in die politische Bedeutungslosigkeit abgedrängt.

## Unabhängigkeit
Am 28. Januar 1961 wurden alle Bürgermeister und Gemeinderäte zu einer Konferenz nach Gitarama eingeladen. Nur wenige wussten im Vorhinein, dass auf dieser Versammlung eine Übergangsverfassung beschlossen werden sollte. Im Zuge des sogenannten „Staatsstreichs von Gitarama“ wurden ein provisorisches Parlament und ein Übergangspräsident gewählt, der ein Interimskabinett bestimmte.
Dieses Ereignis führte zur Absetzung des bisherigen, zu dieser Zeit bereits außer Landes weilenden, Tutsi-Königs Kigeri V. und zur Ausrufung der Republik Ruanda durch die von der Parmehutu angeführten neuen Regierung. Die Belgier wurden vor vollendete Tatsachen gestellt, was zum Missfallen der UNO wenige Tage später zur Anerkennung der neuen Regierung durch Brüssel führte.
Im März desselben Jahres reagierte die UNO: In Ruanda sei eine ethnische Diktatur einer Partei errichtet worden und die Entwicklungen der vorangegangenen 18 Monate hätten den Übergang von einem repressiven Regime zu einem anderen gebracht. Es bestehe die Gefahr, dass die Tutsi-Minderheit wehrlos Missbräuchen ausgesetzt sei. Die Situation sei ziemlich beunruhigend.
Am 25. September 1961 wurden Parlamentswahlen abgehalten, die die Parmehutu mit 77,7 % der Stimmen gewann. Das Frauenwahlrecht wurde zu dieser Wahl eingeführt. Im Oktober wählte die Nationalversammlung den Hutu Grégoire Kayibanda als Präsidenten. Am 1. Juli 1962 wurde Ruanda offiziell unabhängig. Zu dieser Zeit lebten schon 350.000 Ruander, vor allem Tutsi, im Ausland.

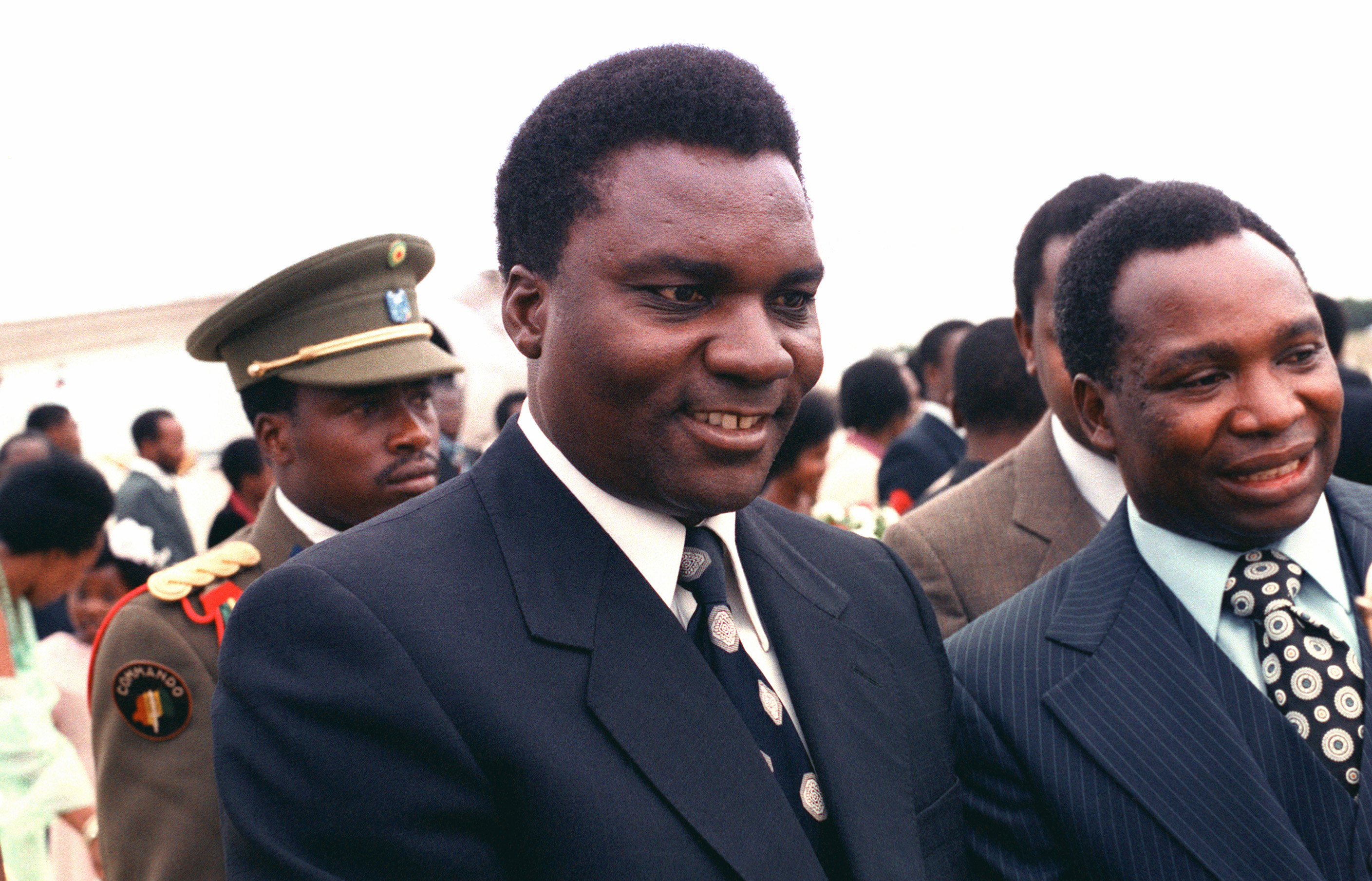
Juvénal Habyarimana, Präsident von Ruanda von 1973 bis 1994

1963 versuchten Zehntausende zunächst geflohener Tutsi, die Macht im Lande wieder zu erlangen. Dieser Versuch wurde aber blutig niedergeschlagen. In einem grauenhaften Bürgerkrieg wurden unzählige Tutsi umgebracht. In den folgenden Jahren kam es immer wieder zu Massakern an den im Lande verbliebenen Tutsi. Am 5. Juli 1973 putschte das Militär unter General Juvénal Habyarimana, der 1978 Wahlen durchführen ließ.
Im August 1988 kam es im Nachbarland Burundi zu systematischen Massakern an der Hutu-Bevölkerung von Seiten der von Tutsi dominierten Armee. Dies führte zu massiven Flüchtlingsströmen nach Ruanda. Für den ruandischen Staat stellte sich dies als großes finanzielles und logistisches Problem dar, welches durch Überschwemmungen und dadurch bedingte Obdachlosigkeit ruandischer Bürger noch verstärkt wurde.

## Jüngste Geschichte

### Bürgerkrieg und Völkermord
Erst ab 1990 forderte eine Tutsi-Rebellenarmee, die sich an der Grenze zu Uganda etabliert hatte, die Regierungsmacht der Hutu heraus. Ziel der Tutsi war die Rückkehr der Tutsi-Flüchtlinge nach Ruanda. Der Weltsicherheitsrat beschloss 1993 die Entsendung einer UN-Friedenstruppe unter der Führung von General-Leutnant Roméo Dallaire. 1994 kam der ruandische Staatspräsident Juvénal Habyarimana ums Leben, als sein Flugzeug unter unklaren Umständen abgeschossen wurde.
In Ruanda wurde allgemein unterstellt, dass Habyarimana Opfer eines von Tutsi verübten Attentats geworden sei. Es gibt jedoch ernst zu nehmende Hinweise, dass Hutu-Extremisten für das Attentat verantwortlich waren. Grund hierfür ist zum einen der Umstand, dass das Gebiet um das Flughafengelände fest in Händen der Hutu-Verbände war und die Ruandische Patriotische Front (RPF), die damalige Rebellenarmee des späteren Präsidenten Paul Kagame, kaum eine Möglichkeit hatte, bereits zu diesem Zeitpunkt derart nahe an den Flughafen heranzurücken. Entscheidendes Indiz für ein Attentat durch Hutu selbst ist der Umstand, dass die Pogrome umgehend nach dem Tod von Präsident Habyarimana begannen und sich gezielt und ausschließlich zum einen gegen oppositionelle Hutu und zum anderen gegen die Tutsi richteten. Denn bereits seit 1990 formierten sich diese Extremisten unter dem Schutz der herrschenden Hutu-Clique namens Akazu. Diese Hutu-Clique wollte die Macht weder mit anderen Hutu noch mit den Tutsi teilen, was immer schwieriger wurde, als der Westen nach dem Sturz des Kommunismus immer lauter freie Wahlen in dem stark von Entwicklungshilfe abhängigen Land forderte. Diese Entwicklungshilfe erreichte, wie das oft der Fall ist, weniger die einfachen Menschen, als vielmehr die regierenden Schichten. Hinzu kam, dass Präsident Habyarimana mehr und mehr eine Politik der Versöhnung zwischen beiden Volksgruppen favorisiert haben soll, was den Interessen des Hutu-Machtzirkels zuwiderlief.
Der Tod von Juvénal Habyarimana, der gerade von einer Reise nach Tansania zurückgekehrt war, wo er in einem Abkommen einer Beteiligung der Tutsi an der Macht zugestimmt hatte, war der Auftakt zum Völkermord an den Tutsi, bei dem Milizen radikaler Hutu von April bis Juni 1994 mindestens 750.000 Tutsi und 50.000 moderate Hutu ermordeten. Die offizielle ruandische Statistik spricht von 1.074.017 Toten, davon 951.018 namentlich identifiziert. Die Aktion wurde durch Aufrufe im lokalen Radiosender Radio-Télévision Libre des Mille Collines, Aufrufe, Veröffentlichungen von Todeslisten in der Zeitung Kangura und durch die ehemalige Partei des ermordeten Präsidenten unterstützt, die vom Akazu-Clan seiner Frau Agathe Habyarimana beherrscht wurde. In mehreren Fällen suchten flüchtende Verfolgte Schutz in Kirchen und Schulen und wurden anschließend von katholischen Priestern und Lehrern den Milizen übergeben. Auch Hutu, die sich an den Morden nicht beteiligen wollten, wurden getötet, ebenso wie viele Ureinwohner Ruandas, der Twa ("Pygmäen").
Die Aufarbeitung des Völkermordes fand von 2002 bis 2012 durch die sogenannten Gacaca-Gerichte statt.

### Neue Regierung
Nach dem Völkermord zwangen die Génocidaires weite Teile der Bevölkerung zur Flucht in die Nachbarländer, vor allem nach Kongo, wo viele nichtstaatliche Organisationen (NGOs) um die Betreuung der Flüchtlinge konkurrierten, jedoch trotzdem mit dem Problem zuerst überfordert waren. Die Génocidaires errichteten in den Flüchtlingslagern ein straffes Regiment und begannen auch schon wieder Angriffe auf die nun Ruanda beherrschenden Tutsi und verwandte Völker im Kongo, namentlich die Banyamulenge. Viele einfache Mitläufer des Völkermords wollten bald wieder nach Ruanda zurückkehren, was jedoch die Génocidaires ihres Schutzes in der Masse beraubt hätte. Deshalb versuchten die Génocidaires, die mittlerweile von den NGOs wie alle Flüchtlinge versorgt wurden, eine Rückkehr der Masse der Bevölkerung zu verhindern. Da jedoch die Situation im Kongo immer gespannter wurde, nicht zuletzt wegen der Angriffe auf die Banyamulenge, die sich gegen die Génocidaires wehrten, organisierte die UNO die Rückführung der Flüchtlinge.
Nach unruhigen Zeiten regiert seit 2000 mit Paul Kagame ein Angehöriger der Tutsi-Minderheit. Er wurde 2003 in einem Referendum auch von den Hutu in seinem Amt bestätigt. Die Kontrolle des Landes haben heute eindeutig die Tutsi unter der Führung der RPF inne, die 1990 von Uganda aus den Kampf um die Vorherrschaft ausgeübt hatte. Gegen sie operiert von der Demokratischen Republik Kongo aus die so genannte Interahamwe, Guerilla-Kämpfer der Hutu, die eine Installierung des alten MNDR-Regimes und damit eine Umverteilung der Macht im Sinne der Hutu anstreben. Seit im April 2000 Generalmajor Paul Kagame auch das Präsidentenamt übernahm, kehrten einige Rebellen-Führer der Interahamwe aus dem Kongo zurück und ergaben sich.
Ruandische Milizen kämpfen seit 1998 im Zweiten Kongokrieg im benachbarten Kongo, an dem auch Streitkräfte verschiedener anderer Staaten beteiligt sind. Die ruandischen Milizen werden beschuldigt dort Massenmord zu begehen. Die Kontrolle über im Kongo verfügbare Rohstoffe wie Gold und Diamanten und das für den Bau von Mobilfunkgeräten unerlässliche Coltan, sind ein maßgeblicher Grund für die Kämpfe.
Im Jahr 2008 kam es zu diplomatischen Spannungen zwischen Ruanda und Deutschland, was dazu führte, dass Ruanda die diplomatischen Beziehungen von November 2008 bis Januar 2009 vollständig einstellte. Auslöser war die Verhaftung von Kagames Protokollchefin Rose Kabuye am Frankfurter Flughafen. Gegen sie liegt wegen ihrer Rolle im Bürgerkrieg ein europäischer Haftbefehl vor.
Ersten offiziellen Ergebnissen wurde Paul Kagame bei der Präsidentschaftswahl 2010 mit über 90 Prozent Zustimmung als Präsident bestätigt. Die Rechtmäßigkeit der Wahl wurde wegen Repressionen gegen die Opposition schon im Vorfeld kritisiert.